# 4265 Kani
4265 Kani (1989 TX) là một tiểu hành tinh vành đai chính được phát hiện ngày 8 tháng 10 năm 1989 bởi Yoshikane Mizuno và Toshimasa Furuta ở Kani.